# Damascus, Ohio
Damascus är en ort i Mahoning County i delstaten Ohio, USA.